# Tacparia darlingtoni
Tacparia darlingtoni là một loài bướm đêm trong họ Geometridae.